# In Real Time: Live '87
Albums de Fairport Convention
Expletive Delighted!
(1986) Red & Gold
(1988)
In Real Time: Live '87 est le seizième album studio du groupe de folk rock britannique Fairport Convention. Il est sorti en 1987 sur le label Island Records.
En dépit de ce que suggèrent sa pochette et son titre, cet album n'a pas été enregistré en concert, mais en studio. Les applaudissements et bruits de foule ont été ajoutés a posteriori. Sa parution marque le 20e anniversaire du groupe et le 25e de son ancienne maison de disques Island Records.
La nouvelle version de Meet on the Ledge (en), morceau de Richard Thompson paru à l'origine sur l'album What We Did on Our Holidays en 1969, est éditée en 45 tours par Island la même année.

## Fiche technique

### Chansons
| 1. | Reynard the Fox                                   | traditionnel                          | 2:52 |
| 2. | The Widow of Westmoreland's Daughter / Random Jig | traditionnel / James Hill             | 4:44 |
| 3. | The Hiring Fair                                   | Dave Mattacks, Ralph McTell           | 6:35 |
| 4. | Crazy Man Michael                                 | Richard Thompson, Dave Swarbrick (en) | 4:49 |

| 5. | Close to the Wind                                                                                 | Stuart Marson                               | 6:20 |
| 6. | Big Three Medley (comprend The Swirling Pit, Matty Groves et The Rutland Reel / Sack the Juggler) | Dave Pegg / traditionnel / Ric Sanders (en) | 1:55 |
| 7. | Meet on the Ledge (en)                                                                            | Richard Thompson                            | 4:09 |

### Musiciens
- Maartin Allcock : chant, guitare acoustique, guitare électrique, bouzouki, basse sur Close to the Wind
- Dave Mattacks : batterie, claviers sur The Hiring Fair et Close to the Wind
- Simon Nicol (en) : chant, guitare acoustique, guitare électrique
- Dave Pegg : chant, basse, mandoline, batterie sur Close to the Wind
- Ric Sanders (en) : violon électrique, claviers sur The Swirling Pit

### Équipe de production
- Dave Mattacks : producteur
- Lee Hambling : ingénieur du son assistant
- Stuart Epps : mixage
- Robin Black : mixage sur Meet on the Ledge
- Island Art : pochette
- Laurie Lewis : photographie